# بدفورد (اوهایو)
بدفورد(به انگلیسی: Bedford) شهری در ایالت اوهایو کشور ایالات متحده آمریکا است که جمعیت آن در سرشماری سال ۲۰۱۰ میلادی، ۱۳٬۰۷۴ نفر بوده‌است.